# VR-56
VR-56, přezdívaná „Globemasters“, je dopravní letka záloh námořnictva Spojených států zajišťující celosvětovou leteckou přepravu pomocí letounů C-40A Clipper. Sídlí na námořní letecké základně Oceana ve Virginii. Letka je pod operačním řízením velitele Křídla logistické podpory floty na Spojené námořní letecké základně rezerv Fort Worth v Texasu.

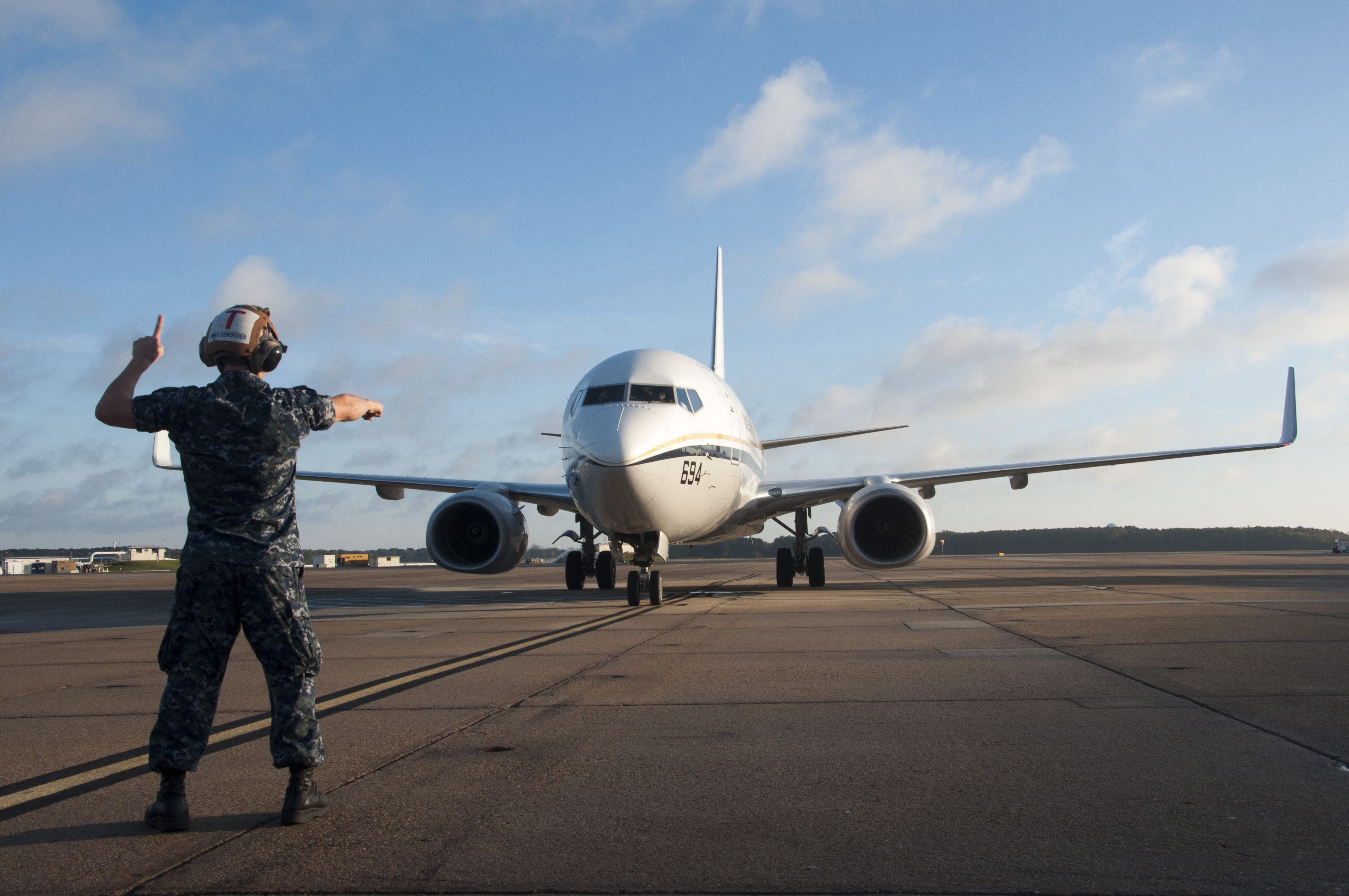
C-40 Clipper letky VR-56 na rampě NAS Oceana v roce 2015

VR-56 je záložní jednotka složená jak ze členů aktivní služby, sloužících na plný úvazek, tak i z tradičních záložních důstojníků a námořníků sloužících na částečný úvazek.
Letka v minulosti létala s letouny C-9B Skytrain II na Námořní základně Norfolk/Chambers Field ve Virginii, než se pak přemístila na základnu NAS Oceana. VR-56 později vyřadila své letouny C-9B a je jednou ze šesti letek, které nyní létají a udržují tři letouny nové generace Boeing 737-700C označené jako C-40A Clipper.